# Mansaba
Manbasa là một trong năm khu vực của vùng Oio, Guinea-Bissau. Dân số của nó năm 2009 là 52.174 người..